# Nederlandstalige muziek
Nederlandstalige muziek is muziek die in de Nederlandse taal wordt bezongen. Dit kan in vele verschillende muziekgenres.

## Geschiedenis

### 1900-1920
Nog tot en met het eerste decennium een eeuw later populair gebleven is Al die willen te kaap'ren varen uit begin twintigste eeuw.

### 1920–1946
De bekendste Nederlandse artiesten in die tijd zijn de cabaretier Jean-Louis Pisuisse en de artiesten Louis Davids, Willy Derby, Lou Bandy en Frans van Schaik. Andere bekende artiesten zijn Fien de la Mar, Kees Pruis en J.H. Speenhoff. Deze laatste was al vanaf 1905 actief als zanger. Vooral in de jaren dertig wordt het genre musical populair in theater en op film. De Jantjes is het bekendst gebleven.
Accordeontrio The Willards (Harry van der Velde later The Three Jacksons,Jack van der Berg en Nicky Noble) waren zeer bekend in die jaren begeleidde ook Lou Bandy op de 78 toerenplaat.
Radio-orkest De Ramblers geniet grote bekendheid, met onder andere zangeres Annie de Reuver.

### 1946–1959
Van popmuziek is pas sprake wanneer een grote groep jongeren zich voor die muziek interesseert. In Nederland gebeurt dat in de jaren na de Tweede Wereldoorlog. Accordeontrio The Three Jacksons (Harry van der Velde, Piet Koopmans en Piet van Gorp) met hun eerste hit in 1946 met Aan het strand stil en verlaten. In de jaren vijftig krijgen jongeren, voor het eerst in de geschiedenis, zakgeld. Ze besteden dit aan bromfietsen, sigaretten, snacks en grammofoonplaten. De eerste Nederlandse artiest die veel platen verkoopt is Eddy Christiani. Andere populaire artiesten waren Max van Praag, Willy Alberti en de Skymasters. Halverwege de jaren vijftig doet ook het levenslied het goed, enkele voorbeelden zijn Johnny Jordaan, de Zangeres Zonder Naam en de Straatzangeres. In 1957 is er een jubileum voor een miljoen verkochte platen. In 1959 start het radioprogramma Tijd voor Teenagers, dat loopt tot 1969.

### 1960–1969
In 1960 verschijnt de eerste echte Nederlandse rock 'n ' rollplaat: Kom van dat dak af van Peter Koelewijn en Zijn Rockets. Nederlandse artiesten krijgen in deze periode hun eerste internationale successen. Eddy Christiani en Willy Alberti halen de Amerikaanse hitparade. In speciaal op jongeren gerichte radioprogramma's zoals Tijd Voor Teenagers en Tussen 10+ en 20- groeien Rob de Nijs, Anneke Grönloh, Ria Valk en Willeke Alberti uit tot tienersterren.
Jaap Fischer en Boudewijn de Groot brengen met de akoestische gitaar Nederlandstalige liedjes in een stijl die het midden houdt tussen het Franse chanson en de Amerikaanse folk. Cabaretiers zoals Toon Hermans en Wim Sonneveld. Annie M.G. Schmidt en Harry Bannink, ook erg geliefd in deze periode, schrijven geschiedenis met de televisiemusical Ja zuster, nee zuster.
In 1965 kwam Boudewijn de Groot voor het eerst in de hitlijsten met Een meisje van 16. Ook ZZ en de Maskers met Ik heb genoeg van jou en Het met Ik heb geen zin om op te staan staan hoog in de hitlijsten. Het bekende Spel kaarten van Gerard de Vries wordt in dat jaar voor het eerst gezongen. André van Duin brengt met Hé! Hé! (ik ben André) zijn eerste single uit.
In 1966 staat Boudewijn de Groot opnieuw in de top 40 met Welterusten mijnheer de president. Andere hits zijn dat jaar Conny Vandenbos met Ik ben gelukkig zonder jou en John Lamers met Ik bewonder jou. Bovendien breekt Ramses Shaffy door met het liedje Sammy.
In 1967 heeft Patricia Paay succes met Je bent niet hip. Nederland maakt ook kennis met Mama van Heintje en Armand die een klassieker scoort met Ben ik te min.
Boudewijn de Groot heeft dit jaar weer hits met Het Land van Maas en Waal en Picknick.
In 1968 heeft Egbert Douwe twee hitjes met Kom uit de bedstee mijn liefste en Vader is weer eens de dader. Johnny & Rijk behalen goud met De bostella. Boudewijn de Groot neemt met Elly Nieman een duet op genaamd Prikkebeen.
In 1969 breekt Herman van Veen door met Suzanne. Nederland wint het Eurovisiesongfestival dat jaar met Lenny Kuhr die het liedje De troubadour zingt. De Zangeres Zonder Naam breekt definitief door met het bekende Mexico.

### 1970–1979
In de jaren zeventig wordt het zingen in de Nederlandse taal verbonden met het levenslied. Popmuzikanten trekken zich hier niets van aan. Alleen aan gesubsidieerde projecten (Zing je moerstaal, Uitholling overdwars) willen ze weleens meedoen.
In 1970 had Corry Konings met Huilen is voor jou te laat een megahit. Boudewijn de Groot maakt dit jaar Verdronken vlinder, dit doet het niet goed in de hitlijsten maar staat wel jaarlijks in de Top 2000. Een ander hit was Tony Bass met Ik ben met jou niet getrouwd.
In 1971 was het Jacques Herb die een enorme hit had met Manuela. Andere hits dat jaar waren De Clown van Ben Cramer en Pappie loop toch niet zo snel van Herman van Keeken en Zing vecht huil bid lach werk en bewonder van Ramses Shaffy. Verder had de Zangeres Zonder Naam weer een hitje met Het soldaatje (De vier raadsels).
In 1972 heeft Gerard Cox een bescheiden hitje met 1948 (Toen was geluk heel gewoon), Arne Jansen heeft met Meisjes met rode haren een klassieker te pakken. Boudewijn de Groot heeft niet zo'n erg groot succes met Als de rook om je hoofd is verdwenen. Anderen die het goed deden waren zijn Zangeres Zonder Naam met Mandolinen in Nicosia, Peter Koelewijn met Mij oh mij en Louis Neefs met Margrietje.
In 1973 had Gerard Cox een nummer 1-hit met 't Is weer voorbij die mooie zomer. Rob de Nijs heeft een grote hit met Zuster Ursula. Andere hits dat jaar zijn Roek Williams' Elsje en Angeline van Peter Koelewijn.
In 1974 maakte Wim Sonneveld Het Dorp. Hoewel het niet hoger kwam dan nummer 27 in de Nederlandse Top 40 groeide het uit tot een populaire song. Hydra had een hit met Marietje en Farce Majeure met Kiele kiele Koeweit. Andere hits dat jaar waren Winter van Ben Cramer en Ik zie een ster van Mouth & MacNeal. Wedergeboorte van onder andere stokoude Folk met groepen als Fungus.
Het album "Vroeger of later" was het eerste Nederlandstalige album van Robert Long. Er werden een half miljoen exemplaren van verkocht. In zijn liedjes verwoordde Long het onbehagen dat onder grote groepen jonge mensen leefde. Hij was vóór het milieu en tegen het kapitaal. Zijn felste teksten waren echter gericht tegen de kerk, de paus en Jezus Christus zelf. Wie Vroeger of Later op de draaitafel legt, hoort naast romantische liedjes over liefde en homoseksualiteit ook afkeuring tegen alles wat christelijk is zoals het bekende Jezus Redt.
In 1975 maakte Joost Nuissl Ik ben blij dat ik je niet vergeten ben. Ramses Shaffy laat ook weer van zich horen met We zullen doorgaan. Rob de Nijs had dat jaar een van zijn grootste successen met Malle Babbe. Ciska Peters had samen met Ronnie Tober een hit met Naar de kermis. Verder bracht Vader Abraham Het kleine café aan de haven uit en Als de dag van toen van Reinhard Mey. Nico Haak had zijn grootste hit met Foxie Foxtrot. Ook Alexander Curly had succes met Aggesus (over migratie) en Guus kom naar huus.

### 1980–1989
In 1980 had André Hazes hits met 'n Vriend en Het is koud zonder jou. Bloem had zijn grootste hit met Even aan mijn moeder vragen. Bonnie St. Claire heeft ook haar grootste Nederlandstalige hits met Bonnie kom je buiten spelen en Pierrot. Hepie en Hepie scoren in dat jaar met Ik lig op m'n kussen stil te dromen een klassieker. Lenny Kuhrs samenwerking met Les Poppys heeft succes, want met Visite behaalt ze haar grootste succes in haar carrière. Maggie MacNeal doet voor Nederland mee aan het Eurovisiesongfestival met het liedje Amsterdam dat een vijfde plaats behaalt. Ook maakt Nederland kennis met Doe Maar, hun eerste liedje Sinds 1 dag of 2 (32 jaar) slaat aan.
In 1981 breekt Benny Neyman definitief door met  'k zal je heb en Vrijgezel. Verder heeft Drukwerk een hit met Je loog tegen mij en Miggy met Annie, hou jij m'n tassie even vast. André Hazes heeft een superhit met Een beetje verliefd. Carnavalshit dat jaar was Er staat een paard in de gang van André van Duin.
1982 worden de jongerencentra bezocht door een nieuwe generatie die de eigen taal minder met vooroordelen tegemoet trad. Groepen als Doe Maar, Toontje Lager, Het Goede Doel, de Frank Boeijen Groep en Het Klein Orkest vinden zich hier wel in en veroveren ook de hitparade. In de latere jaren breken groepen als De Dijk, The Scene en Tröckener Kecks door.
In 1982 breekt Het Goede Doel door met hits als België en Gijzelaar. Dit kan echter niet op tegen Doe Maar die drie hits hebben met De bom, Doris Day en Is dit alles. Ook heeft André Hazes wederom hits als Diep in mijn hart en Zeg maar niets meer. Harry Klorkestein scoort met O, o, Den Haag.
In 1983 breekt Toontje Lager echt door met Stiekem gedanst en Zoveel te doen. Naast Toontje Lager breekt ook Hans de Booij door met Annabel en Een vrouw zoals jij. Doe Maar had ook dit jaar weer hits mer Pa en 1 nacht alleen. Andere hits dat jaar waren Suzanne van VOF de Kunst, Koos Werkloos van Klein Orkest, Intimiteit van Kadanz en Vriendschap van Het Goede Doel.
In 1984 heeft Frank Boeijen zijn eerste echte hit met Zwart wit. Verder is 1984 het jaar van Danny de Munk die regelrechte hits heeft met Ik voel me zo verdomd alleen en Mijn stad. Klein Orkest maakt dat jaar de klassieker Over de muur en Koos Alberts maakt het tijdloze Ik verscheurde je foto. Maribelle doet voor Nederland mee aan het songfestival met Ik hou van jou.
In 1985 heeft Benny Neyman een hit met Waarom fluister ik je naam nog, andere hits dat jaar waren Kronenburg Park van Frank Boeijen.
In 1986 maakt de Zangeres Zonder Naam haar comeback en heeft een enorme hit met Mexico.
In 1987 heeft Willeke Alberti een hit met Samen zijn. De Zangeres Zonder Naam neemt op oudejaarsavond afscheid van haar carrière.

### 1990–1999
In Nederland leidt de introductie van commerciële radio en televisie tot een totale verandering; er is meer zendtijd te vullen en dus ook meer ruimte voor muziek van MOR-artiesten als René Froger, Gerard Joling, André Rieu of Frans Bauer. De geruchtmakende televisieprogramma's van Paul de Leeuw spelen een belangrijke rol in het populair maken van Nederlandstalige muziek. Hiervan profiteren Marco Borsato, Guus Meeuwis, Ruth Jacott, Acda & De Munnik en vele anderen. Wat opvalt is dat het vooral groepen uit de provincie zijn die succes hebben met liedjes in hun moerstaal: Normaal, Van Dik Hout, De Kast, BLØF, Skik, Volumia! en Rowwen Hèze.
In 1991 breekt Gordon door met het nummer Kon ik maar even bij je zijn, dat 4 weken bovenaan de top 40 staat. Eind 1993 brengt Paul de Leeuw het nummer Ik wil niet dat je liegt uit, een cover van het nummer La Solitudine van Laura Pausini. Het nummer staat maar liefst 8 weken boven aan de hitlijsten. In 1994 brengt Paul de Leeuw nog het nummer Voorbij uit dat blijft steken op de tweede positie.
In 1994 breekt Marco Borsato op Nederlandstalig gebied door met zijn hit Dromen zijn bedrog. Enkele maanden herhaalt hij dit succes nog eens dunnetjes met Waarom nou jij.
Niet alleen Marco Borsato breekt door, maar ook Van Dik Hout. Stil in mij komt niet hoog in de hitlijsten, maar blijkt door de jaren heen een blijvertje.
Nummers die het ook goed doen in 1994 zijn Ik bel je zomaar even op van Gordon, Groetjes uit Rio en Waar is de zon van Willeke Alberti.
In begin 1995 staat Marco met hit Dromen zijn bedrog de nummer 1-positie af aan de Rotterdamse Hermes House Band met hun lalala versie van I will survive (Gloria Gaynor). Niet lang hierna staat opnieuw een op dat moment onbekend talent op nummer 1 in de top 40: Guus Meeuwis met zijn hit Het is een nacht/Levensecht. Ook Wolter Kroes breekt door met Laat me los, tevens wordt Ik kan geen seconde zonder jou uitgebracht dat niet zo'n succes in de hitlijsten is maar toch bekend wordt. Wel succes hebben Paul de Leeuw en Simone Kleinsma met hun cover Zonder jou.
Marcel de Groot, zoon van Boudewijn de Groot, scoort met Mag ik naar je kijken een popklassieker die nog steeds regelmatig op de radio is te beluisteren. Een andere nummer 1-hit dat jaar is van Linda, Roos & Jessica. Dit trio uit Goede tijden, slechte tijden zingen Ademnood.
In 1996 heeft Rob de Nijs een hit met Banger Hart, het wordt een regelrechte nummer 1-hit en tevens de eerste van Rob.
Andere Nederlandstalige nummer 1-hits zijn: Fluitsma & Van Tijn met 15 miljoen mensen.
Maxine en Franklin Brown doen mee aan het songfestival mee voor Nederland met het liedje De eerste keer. Marco Borsato heeft ook nog drie top 10-hits: Margherita, Ik leef niet meer voor jou en De waarheid.
In 1997 worden weinig Nederlandse hits gemaakt. Marco Borsato en Trijntje Oosterhuis hebben een hit met Wereld zonder jou. Een nummer 1-hit in dit jaar heeft Freek de Jonge met Leven na de dood. Aan het einde van het jaar scoort Paul de Leeuw nog een grote hit met het nummer 'k Heb je lief en wacht op jou.
In 1998 komt de groep Volumia! opzetten met hitjes als Hou me vast en Afscheid. Een andere nieuwe groep is Acda en De Munnik die een hit heeft met Niet of nooit geweest. De Zeeuwse band BLØF scoort zijn eerste hit met Liefs Uit Londen.
Henk Westbroek heeft ook weer een hit met Zelfs je naam is mooi.
In 1999 heeft een samenwerkingsverband tussen Acda en De Munnik en Van Dik Hout succes. Onder de naam De Poema's hebben zij een hit met Mijn houten hart.
Marco Borsato heeft weer een nummer 1-hit met Binnen. Andere hits dat jaar waren van De Kast met In de wolken en Hart van mijn gevoel en BLØF met Harder dan ik hebben kan.

### 2000–2009
Aan het begin van het nieuwe millennium heeft Abel een grote hit met het nummer Onderweg.
In 2003 breken Veldhuis & Kemper door met het nummer Ik wou dat ik jou was.
In 2004 breken Lange Frans & Baas B door met Zinloos. Marco Borsato heeft twee nummer 1-hits. Eerst samen met Do het nummer Voorbij. Later dat jaar met Ali B met het liedje Wat zou je doen.
In 2005 breekt Jan Smit definitief door bij het Nederlandse publiek met meezingers als Laura en Vrienden voor het leven. I.O.S. heeft weer een hit met Uit de schaduw. René Riva maakt in dat jaar zijn hit C'est la vie. Ali B heeft dat met Leipe mocro flavour. Lange Frans & Baas B hebben een nummer 1-hit met Het land van....
In 2006 heeft BLØF hits als Mens en Aanzoek Zonder Ringen. Ook worden Toppertje! van Guillermo & Tropical Danny en Ik heb een boot van de Gebroeders Ko gemaakt. Marco Borsato heeft weer succes met een soloplaat. Rood komt wekenlang op nummer 1. Verder is 2006 het jaar van de piratenmuziek. Jan Smit, Jannes, Bouke, Charlène, Marianne Weber, Wesley en Nick & Simon hebben bescheiden hitjes.
In 2007 heeft Wolter Kroes een hitje met Niet normaal, Nick & Simon hadden succes met Kijk omhoog. Jan Smit had twee nummer 1-hits dat jaar namelijk Op weg naar geluk en Dan volg je haar benen. Jeroen van der Boom had dit met Jij bent zo. Gerard Joling had succes met Maak me gek en Blijf bij mij (een duet met André Hazes). In 2007 worden ook In de blote kont van Mooi Wark en Wild van Monique Smit gemaakt.
In de 21e eeuw volgt er een reeks van artiesten die het levenslied een nieuw elan geven, zanger als René Schuurmans, René Karst, Jannes, Jan Smit, Stef Ekkel, Thomas Berge treden tientallen per keer jaar op in zogenaamde Mega Piraten Festijnen.

### 2010–2015
In 2011 heeft Gers Pardoel twee grote hits met Ik neem je mee en Bagagedrager. Ondertussen gaat Marco Borsato gewoon door met zijn hits, bijvoorbeeld Samen voor altijd. Ook Jan Smit zingt vaak zijn liedjes de hitparade in. In 2015 is Kenny B aan de beurt met zijn tweetalige Parijs, op de voet gevolgd door het omstreden Drank & Drugs van Lil' Kleine en Ronnie Flex. Boudewijn de Groot brengt een nieuw album uit onder de titel Achter glas. Zijn single Witte muur brengt het alleen in België tot de hitparade.

## Genres

### Levenslied
Een levenslied is een Nederlandstalig lied waarin eenvoud en herkenbaarheid voorop staan. Het lied is vaak licht sentimenteel. Meestal worden artiesten als Frans Bauer en Jan Smit onder dit genre geschaard.

### Smartlap
Smartlap is een neerbuigende benaming voor het levenslied en dan vooral voor die vormen van het levenslied waarin een larmoyante geschiedenis wordt verteld. Een bekende Nederlandstalige vertolker is Zangeres Zonder Naam.

### Nederpop
Muziek die gemaakt is door Nederlandse artiesten en die onder popmuziek geschaard wordt. Voorbeelden zijn Marco Borsato, BLØF, Acda & De Munnik, Guus Meeuwis, Doe Maar, The Scene, De Dijk, Volumia! en Toontje Lager.

### Palingsound
Palingsound is een woord dat wordt gebruikt om een klassieke, typisch Nederlandse stijl in de popmuziek aan te duiden die vooral in Volendam wordt gemaakt. Bekende Nederlandstalige vertolkers zijn Jan Smit, Monique Smit, 3js, Nick en Simon, Tamara Tol, en Maribelle.

### Nederhop
Nederhop is rap of hiphop in het Nederlands.

## Nederlandstalige muziek op de radio
Op landelijke commerciële zenders zoals Sky Radio en Radio 538 wordt er vrij weinig Nederlandstalige muziek gedraaid. Het blijft meestal bij Nederpop groepen of artiesten zoals BLØF, Marco Borsato en Acda en de Munnik. Op de publieke zenders wordt meer Nederlandstalige muziek gedraaid. De regionale commerciële zenders RadioNL en Gigant FM draaien vrijwel alleen Nederlandstalige muziek, met veel smartlappen, levenslied, en (heel) soms ook wel Nederpop. 100%NL draait voornamelijk Nederlandstalig, maar zij draaien vooral veel Nederpop en ook veel buitenlandse popmuziek (zelfs ook muziek uit andere werelddelen dan Europa). Ook zijn er enkele regionale piratenzenders die vrijwel alleen Nederlandstalig draaien zoals Radio Mexico FM.